# Wolfgang Mayr

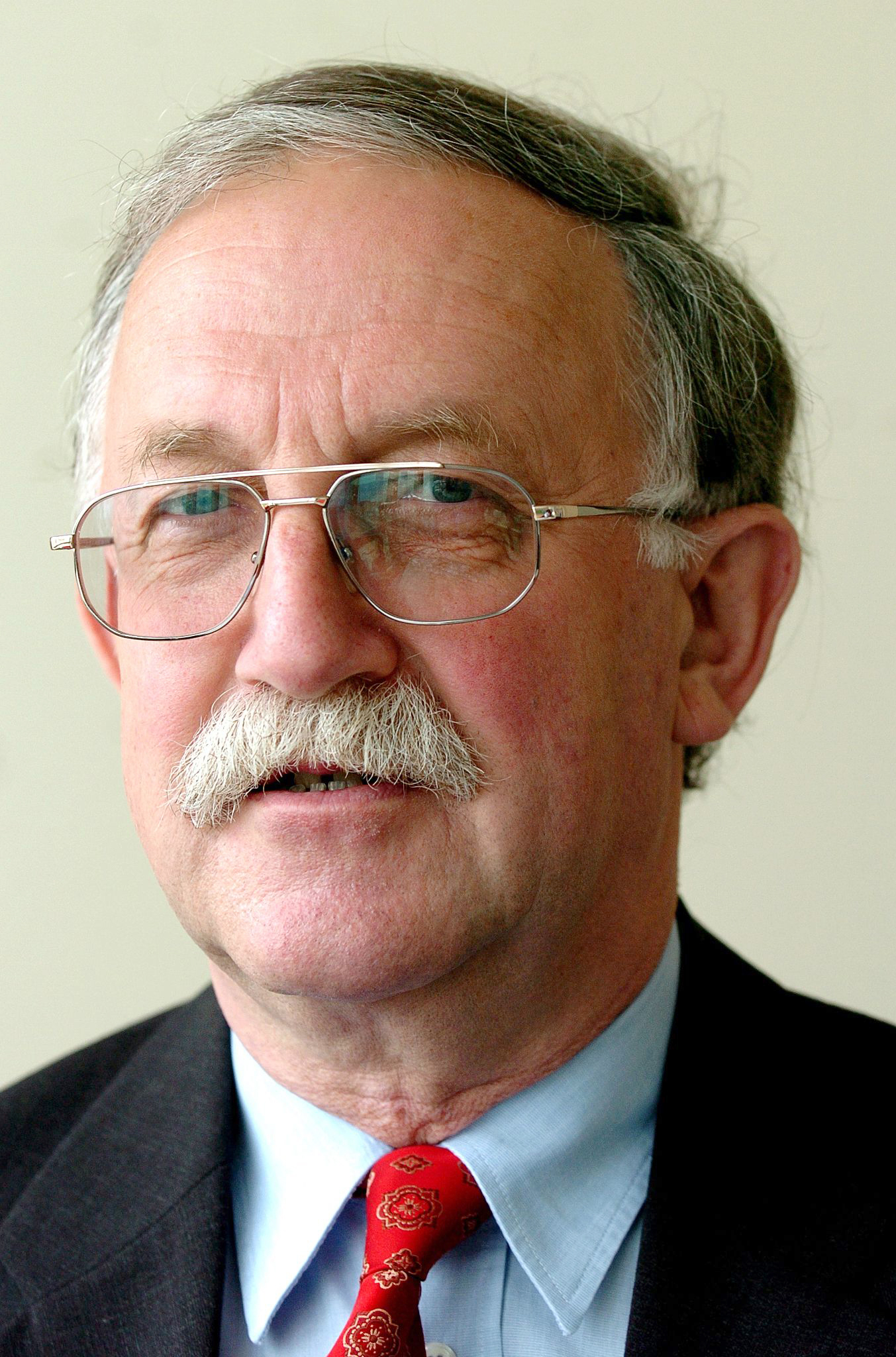
Wolfgang Mayr

Wolfgang Mayr (* 11. Juni 1944 in Schärding, Oberösterreich) ist ein österreichischer Journalist, Sachbuchautor und ehemaliger Chefredakteur der Austria Presse Agentur.

## Leben
Der Sohn einer Innviertler Lehrer- und Kaufmannsfamilie besuchte das humanistische Gymnasium des Stiftes Kremsmünster, wo er 1962 maturierte, und ging anschließend zum Studium nach Wien. Nach mehreren Semestern an der Hochschule für Welthandel wechselte er an die Universität Wien, an der er Geschichte und Zeitungswissenschaften belegte. In diese Zeit fielen längere Auslandsaufenthalte in Frankreich, um Französisch zu lernen.
1968 trat er in die Redaktion der Austria Presse Agentur ein. 1981 wurde er stellvertretender Ressortchef und 1988 Ressortleiter der außenpolitischen Redaktion. Ab 1988 war er als Chef vom Dienst tätig, avancierte 1993 zum stellvertretenden Chefredakteur und übernahm 1997 als Chefredakteur die Nachfolge von Josef A. Nowak. Mayr war der fünfte Chefredakteur seit Gründung der APA im Jahr 1946, der erste aus dem Haus und der erste Nicht-Wiener in dieser Funktion. Mayr setzte sich für eine moderne und serviceorientierte Agentur ein, insbesondere auch durch den Aufbau eines Bilderdienstes sowie einer Grafikredaktion in den 1980er bzw. 1990er Jahren.
Die APA entwickelte sich unter der Chefredaktion von Mayr weiter in Richtung eines multimedialen Qualitätsmediums, wie die Kleine Zeitung aus Anlass seines 70. Geburtstags schrieb. „Ein besonderes Anliegen war Mayr stets die Bewahrung der Unabhängigkeit der APA.“
2003 gründete Mayr einen jährlich stattfindenden Branchen-Treff, den er als Bierigen bezeichnete – in Analogie zum Begriff Heuriger, wobei den bis zu 500 anwesenden Journalisten, Medienmachern und Kommunikatoren vor allem Bier serviert wird. Mayr trat 2005 nach 37 Jahren Tätigkeit in der APA in den Ruhestand. Sein Nachfolger wurde Michael Lang.
Mayr ist seit 1978 verheiratet, seine Frau Renate, geborene Inreiter, arbeitete zunächst bei den Nachrichtenagenturen United Press International und Austria Presse Agentur, dann in der Ombudsredaktion der Kronen Zeitung und bei den Zeitungen Die ganze Woche und täglich Alles.
Neben seiner publizistischen Tätigkeit ist Mayr ein passionierter Tarockspieler, vor allem der Variante Königrufen, und Autor mehrerer Bücher zur Strategie und zur Geschichte des Tarockspiels, gemeinsam mit Robert Sedlaczek. Zusammen mit diesem gründete er 2003 den Wiener Tarockcup und verfasste von 2005 bis 2018 eine Tarockkolumne für das Wiener Journal – die wöchentliche Farbbeilage der Wiener Zeitung – sowie für das Oberösterreichische Volksblatt.
In seinem 2017 erschienenen Buch Der Fussl – Vom Landkramer zur Modestraße würdigte er die Leistungen seines Bruders Karl Mayr, des Gründers des Modeeinzelhandelsunternehmens Fussl Modestraße.

## Bücher
- Das große Tarock-Buch (mit Robert Sedlaczek und Roland Kronigl). Deuticke Verlag, Wien 2001, ISBN 978-3-85223-462-5.
- Die Kulturgeschichte des Tarockspiels (mit Robert Sedlaczek). Edition Atelier, Wien 2015, ISBN 978-3-903005-11-2.
- Die Strategie des Tarockspiels (mit Robert Sedlaczek). Edition Atelier, Wien 2016, ISBN 978-3-903005-31-0.
- Der Fussl – Vom Landkramer zur Modestraße. Ueberreuter, Wien 2017, ISBN 978-3-8000-7690-1.
- Die Tante Jolesch und ihre Zeit. Eine Recherche (mit Robert Sedlaczek und Melita Sedlaczek). Haymon-Verlag, Innsbruck 2013, ISBN 978-3-7099-7069-0.